# Rừng ngập mặn Biển Đỏ
Vùng sinh thái rừng ngập mặn Biển Đỏ được One Earth định nghĩa là khu rừng ngập mặn trải dài dọc theo bờ Biển Đỏ. Vùng sinh thái này không có nguồn nước ngọt, nơi đây có nhiệt độ tăng cao vào mùa hè (ví dụ, trên 31 °C hay 88 °F) khiến độ mặn của rừng ngập mặn cao. Thổ nhưỡng của vùng sinh thái này là đất carbonat, nghèo chất sắt. Đất không như đất thông thường nên rừng ngập mặn sinh trưởng còi cọc, do đó chiều cao của rừng chỉ ở mức khoảng 2 m (7 ft).
Rừng ngập mặn bao phủ diện tích 175 km2 (68 dặm vuông Anh). Mặc dù hệ sinh thái rừng ngập mặn trên phạm vi toàn cầu đang suy giảm, diện tích rừng ngập mặn Biển Đỏ đã tăng 12% từ năm 1972 đến năm 2013. Các tổn thất đối với rừng ngập mặn Biển Đỏ chủ yếu là do phát triển của dân cư ven biển đã được bù đắp bằng các dự án trồng rừng.

## Đa dang sinh học
Loài cây ngập mặn chiếm ưu thế là Mắm ổi Avicennia marina, cùng với Đưng Rhizophora mucronata, Vẹt dù Bruguiera gymnorhiza và Dà vôi Ceriops tagal phân bố ở một số khu vực. Avicennia marina tạo thành quần hợp thực vật trong quần xã, không chứa các loài ngập mặn khác.
Vùng sinh thái này đóng vai trò là môi trường sống quan trọng cho các loài chim di trú, chẳng hạn như chim cốc, cò, diệc, chim bói cá, ó biển, bồ nông và chim lội nước. Các loài chim bản địa của vùng sinh thái này bao gồm diều hâu đen, diệc Goliath, bồ nông lưng hồng và diệc rạn san hô phía tây. Rừng ngập mặn đóng vai trò là môi trường sống quan trọng cho các loài sinh vật biển, bao gồm cá vây đen, cá liệt lớn, sứa Scyphozoa, cá măng sữa, nhện biển và cá căng.
Trong rừng có hơn 76 loài rong biển lớn. Các loài như Sargassum dentifolium và Turbinaria triquetra mọc thành thảm thực vật dày, đóng góp một lượng đáng kể nitơ và sinh khối cho rừng ngập mặn. 39 loài nấm biển mọc trên các cây gỗ mục, trong đó Swampomyces armeniacus là loài phổ biến nhất.

## Vai trò
Ngoài việc góp phần vào đa dạng sinh học, rừng ngập mặn Biển Đỏ còn đóng góp vai trò sinh thái khác: bảo vệ bờ biển khỏi xói mòn và bão biển, hấp thụ sự ô nhiễm và cung cấp nơi sinh sản cho các loài cá có giá trị thương mại. Rừng ngập mặn cũng loại bỏ một lượng lớn carbon trong khí quyển.